# Programa de viajero frecuente

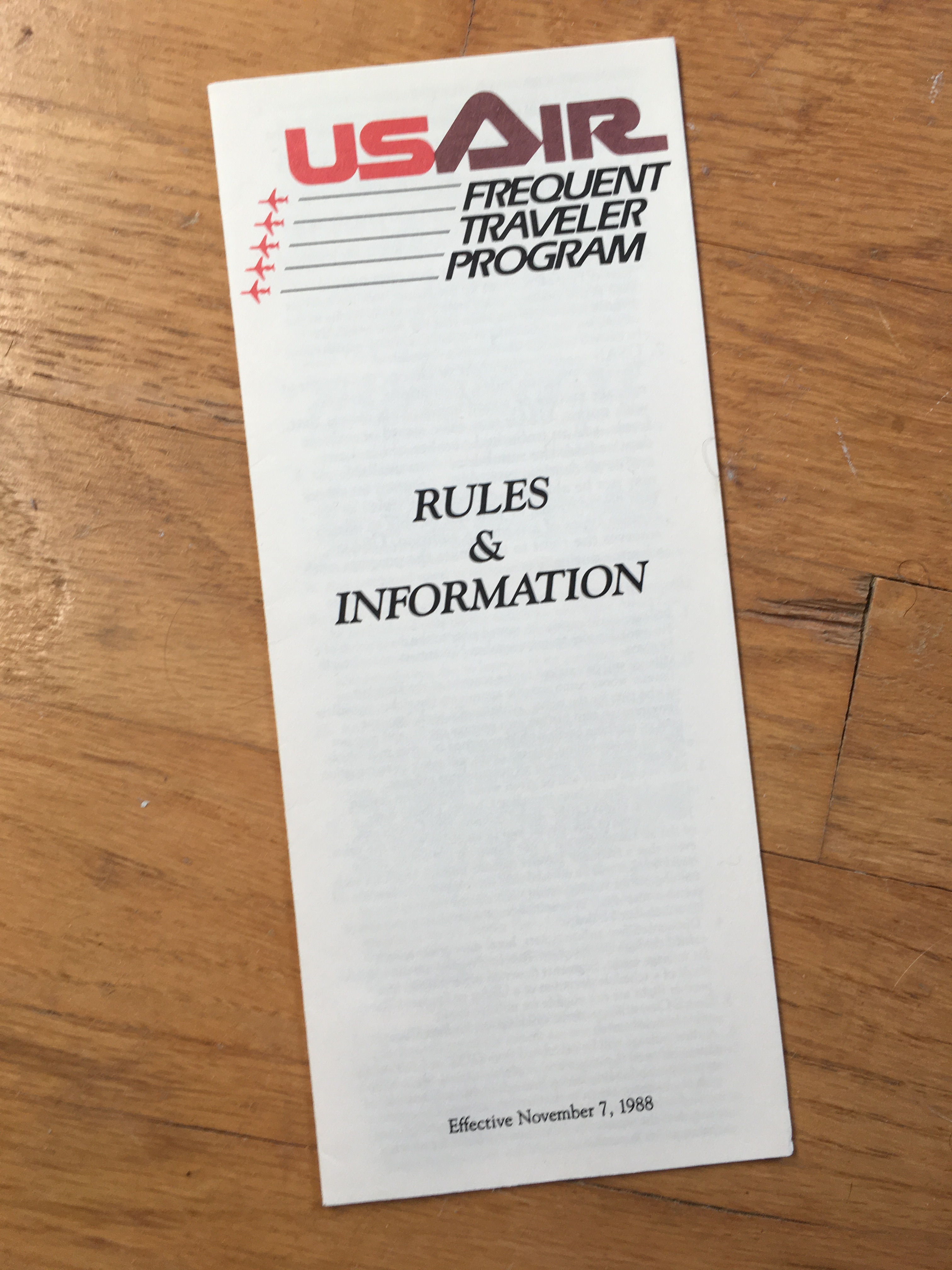
Ticket de Información del programa de viajero frecuente de la aerolínea US Air

Un programa de viajero frecuente se refiere a un plan de lealtad ofrecido por la gran mayoría de aerolíneas comerciales del mundo. Usualmente, los pasajeros de la aerolínea pueden inscribirse en dichos programas para acumular millas (kilómetros, puntos o segmentos) correspondientes a la distancia de los vuelos que realicen con la aerolínea a la que esté afiliado el programa o sus aliados.
En los últimos años se han ideado nuevas alternativas para acumular millas creadas por diferentes aerolíneas, la más utilizada es lanzar tarjetas de crédito con franquicias a diferentes bancos de reputación mundial, lo que permite acumular millas por compras realizadas por este medio y redimirlas en viajes u otros beneficios como alquiler de autos, noches de hotel o descuentos en tiendas.
Otro punto importante de estos programas es crear mayores beneficios y comodidades para los pasajeros que más utilizan las aerolíneas, utilizando un plan de exclusividad que permite calificar a diferentes clases de servicio y de esta manera hacer más reservada su membresía con acceso a salas VIP de las aerolíneas, reservas e ingresos prioritarios e inclusive un servicio especial de asistencia desde o hacia el aeropuerto en transportes privados y otras comodidades adicionales.

## Viajero frecuente
Un viajero frecuente es una persona que viaja muy seguido principalmente en avión. Regularmente dicha persona está afiliada a programas de lealtad que otorgan millas para viajar gratis, así como puntos para aumentar el nivel y conseguir otros beneficios como ascensos a primera clase, bonificación de millas y trato preferencial. 

## Historia
El primer modelo de este programa fue creado en 1972 por United Airlines utilizando reconocimientos y material de promoción a sus miembros. En mayo de 1981 American Airlines creó su programa AAdvantage con ofertas especiales a sus viajeros frecuentes.
Gracias al éxito logrado, fue seguido rápidamente por los programas Mileage Plus de United y SkyMiles de Delta Air Lines. En 1982 British Airways creó Executive Club, desde esto los programas de viajero frecuente han ido creciendo a pasos agigantados.

## Actualidad
Para enero de 2005, un total de 14 trillones de millas de viajero frecuente han sido acumuladas por miles de personas alrededor del mundo, lo que corresponde a un valor total de 700 billones de dólares americanos.
Con el crecimiento y fortalecimiento de las 3 alianzas de aerolíneas más grandes del mundo Star Alliance, SkyTeam y Oneworld, entre otras fusiones importantes entre varias aerolíneas ocurridas en la década pasada se han logrado unificar estos programas haciendo de uno solo el mismo para más de 5 aerolíneas, como el caso de Flying Blue creado originalmente por Air France-KLM.

## Programas de viajero frecuente por aerolíneas
A continuación encuentra las principales aerolíneas de cada continente con su respectivo programa de viajero frecuente:
| Programa de Viajero Frecuente | Aerolíneas miembro | Alianza       |         |         |         |
| América                       | América | América       | América | América | América |
| ----------------------------- | --- | ------------- | ------- | ------- | ------- |
| AAdvantage                    | American Airlines American Eagle | Oneworld      |         |         |         |
| Aerolíneas Plus               | Aerolíneas Argentinas Austral Líneas Aéreas | SkyTeam       |         |         |         |
| Aeropass                      | Aeropostal | N/A           |         |         |         |
| Aeroplan                      | Air Canada Air Canada Jazz | Star Alliance |         |         |         |
| Amigo                         | Avianca Brasil | N/A           |         |         |         |
| Avior Plus                    | Avior Airlines | N/A           |         |         |         |
| Buquebus Club                 | BQB Líneas Aéreas | N/A           |         |         |         |
| Caribbean Miles               | Air Jamaica Caribbean Airlines | N/A           |         |         |         |
| ConnectMiles                  | Copa Airlines | Star Alliance |         |         |         |
| Club Premier                  | Aeroméxico Aeroméxico Connect | SkyTeam       |         |         |         |
| Club Interjet                 | Interjet | N/A           |         |         |         |
| Free Spirit                   | Spirit Airlines | N/A           |         |         |         |
| Insel Starmiles               | Insel Air | N/A           |         |         |         |
| LATAM Pass                    | LATAM Airlines Chile LATAM Airlines Brasil LATAM Airlines Paraguay LATAM Airlines Perú LATAM Airlines Ecuador LATAM Airlines Argentina LATAM Airlines Colombia                             | N/A           |         |         |         |
| LASER Viajero Frecuente       | LASER Airlines | N/A           |         |         |         |
| LifeMiles                     | Avianca Avianca Costa Rica Avianca Ecuador Avianca Perú Avianca El Salvador | Star Alliance |         |         |         |
| Loyal Wings                   | Surinam Airways | N/A           |         |         |         |
| MileagePlus                   | Aeromar (Sin alianza) United Airlines | Star Alliance |         |         |         |
| Peruvian Pass                 | Peruvian Airlines | N/A           |         |         |         |
| Privilege                     | Aserca Airlines SBA Airlines | N/A           |         |         |         |
| Rapid Rewards                 | Southwest Airlines | N/A           |         |         |         |
| SkyMiles                      | Delta Airlines Delta Connection | SkyTeam       |         |         |         |
| Sky Plus                      | Sky Airline | N/A           |         |         |         |
| Smiles                        | Gol Linhas Aéreas | N/A           |         |         |         |
| Starpass                      | Star Perú | N/A           |         |         |         |
| Tame Millas                   | TAME | N/A           |         |         |         |
| Trueblue                      | JetBlue Airways | N/A           |         |         |         |
| TudoAzul                      | Azul Linhas Aéreas Brasileiras TRIP Linhas Aéreas | N/A           |         |         |         |
| WestJet Rewards               | WestJet | N/A           |         |         |         |
| Europa                        | |               |         |         |         |
| Aeroflot bonus                | Aeroflot | SkyTeam       |         |         |         |
| EuroBonus                     | Scandinavian Airlines Widerøe (Sin alianza) Swiss International Air Lines | Star Alliance |         |         |         |
| Executive Club                | British Airways | Oneworld      |         |         |         |
| Finnair Plus                  | Finnair | Oneworld      |         |         |         |
| Flying Blue                   | Aircalin (Sin alianza) Air France HOP! Kenya Airways KLM TAROM | SkyTeam       |         |         |         |
| Flying Club                   | Virgin Atlantic Airways | N/A           |         |         |         |
| Iberia Plus                   | Air Nostrum Iberia (IAG) Iberia Express | Oneworld      |         |         |         |
| MilleMiglia                   | Alitalia | SkyTeam       |         |         |         |
| Miles & Bonus                 | Aegean Airlines | Star Alliance |         |         |         |
| Miles & More                  | Air Dolomiti Adria Airways Austrian Airlines Brussels Airlines Croatia Airlines Edelweiss Air Germanwings (Sin alianza) LOT Polish Airlines Lufthansa Luxair Swiss International Air Lines | Star Alliance |         |         |         |
| Miles & Smiles                | Anadolu Jet (Sin alianza) Turkish Airlines | Star Alliance |         |         |         |
| OK Plus                       | Czech Airlines | SkyTeam       |         |         |         |
| Panorama Club                 | Ukraine International Airlines | N/A           |         |         |         |
| S7 Priority                   | S7 Airlines | Oneworld      |         |         |         |
| Suma                          | Air Europa | SkyTeam       |         |         |         |
| Travelair Club                | Olympic Air | N/A           |         |         |         |
| Victoria                      | TAP Portugal | Star Alliance |         |         |         |
| Asia                          | |               |         |         |         |
| Alfursan                      | Saudia | SkyTeam       |         |         |         |
| ANA Mileage Club              | Air Japan ANA | Star Alliance |         |         |         |
| Asiana Club                   | Asiana Airlines ANA | Star Alliance |         |         |         |
| Cedar Miles                   | Middle East Airlines | SkyTeam       |         |         |         |
| Dynasty Flyer                 | China Airlines Mandarin Airlines | SkyTeam       |         |         |         |
| Eastern Miles                 | China Eastern Airlines | SkyTeam       |         |         |         |
| Egret Club                    | Xiamen Airlines | SkyTeam       |         |         |         |
| Enrich                        | Firefly (Sin alianza) Malaysia Airlines MASwings (Sin alianza) | Oneworld      |         |         |         |
| Etihad Guest                  | Etihad Airways | N/A           |         |         |         |
| FlyerBonus                    | Bangkok Airways | N/A           |         |         |         |
| Flying Returns                | Air India | Star Alliance |         |         |         |
| Fortune Wings Club            | Hainan Airlines | N/A           |         |         |         |
| Golden Lotus Plus             | Vietnam Airlines | SkyTeam       |         |         |         |
| Infinity MileageLands         | EVA Air | Star Alliance |         |         |         |
| JAL Mileage Bank              | Hokkaido Air System (Sin alianza) Japan Airlines Japan Air Commuter (Sin alianza) J-Air JAL Express JALways Japan Transocean Air                                                           | Oneworld      |         |         |         |
| Jini Pass                     | Jin Air | N/A           |         |         |         |
| Kris Flyer                    | Singapore Airlines SilkAir | Star Alliance |         |         |         |
| Mabuhay Miles                 | Philippine Airlines | N/A           |         |         |         |
| Privilege Club                | Qatar Airways | Oneworld      |         |         |         |
| Phoenix Miles                 | Air China Shandong Airlines Shenzhen Airlines | Star Alliance |         |         |         |
| Royal Orchid Plus             | Thai Airways International | Star Alliance |         |         |         |
| Royal Plus                    | Royal Jordanian | Oneworld      |         |         |         |
| Skypass                       | Korean Air | SkyTeam       |         |         |         |
| Skywards                      | Emirates | N/A           |         |         |         |
| Sky Pearl Club                | China Southern Airlines Chongqing Airlines | SkyTeam       |         |         |         |
| The Marco Polo Club           | Cathay Pacific Dragonair | Oneworld      |         |         |         |
| Oceanía                       | |               |         |         |         |
| Airpoints                     | Air New Zealand | Star Alliance |         |         |         |
| Qantas Frequent Flyer         | Qantas Jetconnect | Oneworld      |         |         |         |
| Velocity Frequent Flyer       | Virgin Australia Virgin Samoa | N/A           |         |         |         |
| África                        | |               |         |         |         |
| Asky Club                     | ASKY Airlines | N/A           |         |         |         |
| EgyptAir Plus                 | EgyptAir EgyptAir Express | Star Alliance |         |         |         |
| Fidelys                       | Tunisair | N/A           |         |         |         |
| Sheba Miles                   | Ethiopian Airlines | Star Alliance |         |         |         |
| Voyager                       | South African Airways | Star Alliance |         |         |         |